# Medinaforfatningen
Medinaforfatningen eller Medinakonstitutionen er et dokument, der blev udfærdiget i Medina i 620'erne e.v.t. Baggrunden var stridigheder mellem forskellige stammer i byen i tiden inden hijra, dvs. Muhammed og hans tilhængeres udvandring fra Mekka til Medina i 622. Dokumentet fastsatte retningslinjer for det muslimske samfund i Medina (som på det tidspunkt blev kaldt Yathrib) og for dets sameksistens med andre befolkningsgrupper. Ifølge dokumentet udgjorde de udvandrede muslimer fra Mekka (muhajirun), Muhammeds tilhængere i Medina (ansar) og de øvrige stammer i byen inklusive jøderne tilsammen et fællesskab, umma, som skulle beskytte hinanden. Opstod der konflikt mellem grupperne indbyrdes, skulle Muhammed mægle imellem dem. Pagten har været normsættende for en række senere reguleringer af forholdet mellem muslimer og ikke-muslimer.
Reformkræfter i 1800-tallets muslimske lande, der var inspireret af den islamiske modernisme, der voksede frem i samme periode, anvendte traktaten med stammerne i Medina som argument for, at man burde indføre et konstitutionelt styre i lande som det osmanniske rige, Marokko og Persien. Det er i denne periode, at pagten fra Medina er blevet navngivet "Medina-konstitutionen". De liberale reformkræfter kunne dermed pege på, at en forfatning ikke var en fremmed importvare, men oprindelig indført af selve profeten Muhammed. Dette synspunkt blev blandt andet fremført af den indflydelsesrige egyptiske islamiske oplysningsmand og mufti Muhammad Abduh. Han ønskede lighed for loven og opfattede islam som garanten for en retsstat, der kunne forhindre et tyranni ved at holde statsoverhovedet indenfor fastsatte rammer.
Medinaforfatningen har også været inspirationskilde for Marrakech-erklæringen fra 2016, hvor 250 sunni- og shiamuslimske ledere fra hele verden offentliggjorde en erklæring om religionsfrihed og religiøse minoriteters rettigheder i muslimske flertalssamfund.
Den mest kendte fremstilling af Medinaforfatningens indhold findes i historikeren og Muhammed-biografen Ibn Ishaqs sira.